# Платцек, Маттиас
Маттиас Платцек (нем. Matthias Platzeck, род. 29 декабря 1953, Потсдам) — немецкий политик, председатель СДПГ в 2005-2006 гг., премьер-министр Бранденбурга с 26 июня 2002 года по 28 августа 2013 года. С 2014 года — председатель Правления Германо-Российского форума — общественной организации, выступающей за развитие общественного диалога между Германией и Россией. 1 марта покинул пост председателя правления в знак несогласия с вторжением России в Украину.
Родился в семье врача, окончил Университет Ильменау в 1978 году по специальности «биомедицинская кибернетика», после чего работал в Институте гигиены в Карл-Маркс-Штадте и в больнице Бад-Фрайенвальде, а в 1982 году возглавил департамент экологической гигиены в гигиеническом агентстве в Потсдаме.
В мае 1989 года Маттиас Платцек вступил в ЛДПГ, но вскоре вышел из партии. В 1989 году Платцек стал одним из основателей экологической организации ARGUS, вошедшей в состав ассоциации «Зелёная лига» (нем. Grüne Liga), от которой в феврале-июне 1990 года входил в состав правительства ГДР как министр без портфеля, а также был избран в Народную палату, где стал парламентским секретарём Альянса 90. В октябре 1990 года Платцек был избран от этой партии в ландтаг Бранденбурга и в 1990—1998 годах занимал пост министра по делам окружающей среды. После объединения экологистов ФРГ в одну партию в 1993 году Платцек не вошёл в её состав и присоединился в 1995 году к СДПГ. В 1998 году Платцек был избран мэром Потсдама, а в 2000 году — главой земельного отделения СДПГ, в 2002 году сменив Манфреда Штольпе на посту главы правительства Бранденбурга, сформировав коалицию с ХДС.
В 2004—2005 годах Платцек был председателем бундесрата. В ноябре 2005 года после неудачных парламентских выборов Платцек стал новым председателем СДПГ, но из-за усилившейся глухоты уже в апреле 2006 года подал в отставку.
29 июля 2013 года Платцек заявил о своей отставке со всех занимаемых постов по состоянию здоровья с 28 августа 2013 года. На пост премьер-министра Бранденбурга он предложил кандидатуру Дитмара Войдке.
Осенью 2014 года Платцек выступил с заявлением, в котором высказал сомнение, что Восток Украины вернется под контроль Киева, а также призвал Запад признать аннексию Крыма Россией.

## Награды
- Орден Заслуг земли Бранденбург (2003)[4].
- Большой крест со звездой и плечевой лентой ордена «За заслуги перед Федеративной Республикой Германия» (2011).
- Орден Дружбы (27 ноября 2017 года, Россия) — за заслуги в укреплении дружбы и сотрудничества между народами, плодотворную деятельность по сближению и взаимообогащению культур наций и народностей[5].